# The Little Vampire (film)
The Little Vampire is een komische horrorfilm uit 2000, gebaseerd op de Duitse boekenreeks Der kleine Vampir van auteur Angela Sommer-Bodenburg. De film werd geregisseerd door Uli Edel.

## Verhaal
Tony Thompson verhuist met zijn familie van Californië naar een klein kasteel in Schotland. Vader Bob zal er een golfparcours aanleggen op het landgoed van Lord McAshton. Sinds aankomst heeft Tony nachtmerries over vampiers en kometen. Op school wordt hij gepest door de kleinzonen van Lord McAshton.
Op een nacht wordt Tony aangezien voor de jonge vampier Rudolph. Rudolph is op de vlucht voor vampierenjager Rookery. Tony helpt Rudolph ontsnappen en brengt hem bij een koe zodat Rudolph zich kan voeden. Uit dank neemt Rudolph Tony mee voor een vliegtocht. De twee worden al snel bevriend. Rudolph verklaart dat hij en zijn familie graag terug mensen willen worden en daarom op zoek zijn naar een speciaal amulet dat vampiers terug transformeert. Rudolph neemt Tony mee naar zijn familie: vader Frederick, moeder Freda, zijn zus Anna en puberbroer Gregory. Frederick wantrouwt Tony tot wanneer hij hen helpt bij een aanval van Rookery.
Rookery stelt Lord McAshton op de hoogte van het feit dat er vampiers in het dorp leven, waarop McAsthon zegt dat deze er al vele generaties zijn. Een van zijn voorouders, Elizabeth, had een affaire met Rudolphs oom Von. Von was in bezit van een amulet om zich om te vormen tot mens, maar zowel hij als Elizabeth werden gedood door de voorouders van McAshton. 
Tony, Rudolph en Anna komen dat laatste te weten en doorzoeken de tombe van Elizabeth. Daar wordt het voor Tony duidelijk dat het amulet ergens in zijn kamer werd verborgen. Terwijl zij dit amulet ophalen, gaan de vampiers naar een locatie om het ritueel uit te voeren.
Het ritueel wordt verstoord door Rookery. De vampiers zijn genoodzaakt het ritueel te stoppen omwille van het kruisbeeld dat Rookery bij zich heeft. Echter, Tony en zijn ouders zetten de procedure verder. Op dat ogenblik passeert een komeet en zijn de vampiers spoorloos verdwenen.
Enige tijd later ziet Tony op de markt de voormalige vampierenfamilie, nu omgevormd tot mensen. Zij herkennen hem niet meer. Hun geheugen komt terug nadat Tony uitlegt wat er de laatste weken was gebeurd.

## Rolverdeling
| Acteur             | Personage                |
| ------------------ | ------------------------ |
| Rollo Weeks        | Rudolph Sackville-Bagg   |
| Jonathan Lipnicki  | Tony Thompson            |
| Anna Popplewell    | Anna Sackville-Bagg      |
| Richard E. Grant   | Frederick Sackville-Bagg |
| Jim Carter         | Rookery                  |
| Alice Krige        | Freda Sackville-Bagg     |
| Dean Cook          | Gregory Sackville-Bagg   |
| Pamela Gidley      | Dottie Thompson          |
| Tommy Hinkley      | Bob Thompson             |
| John Wood          | Lord McAshton            |
| Jake D'Arcy        | boer McClaughlin         |
| Iain De Caestecker | Nigel McAshton           |
| Scott Fletcher     | Flint McAshton           |